# Trappistenabtei Val-Sainte-Marie

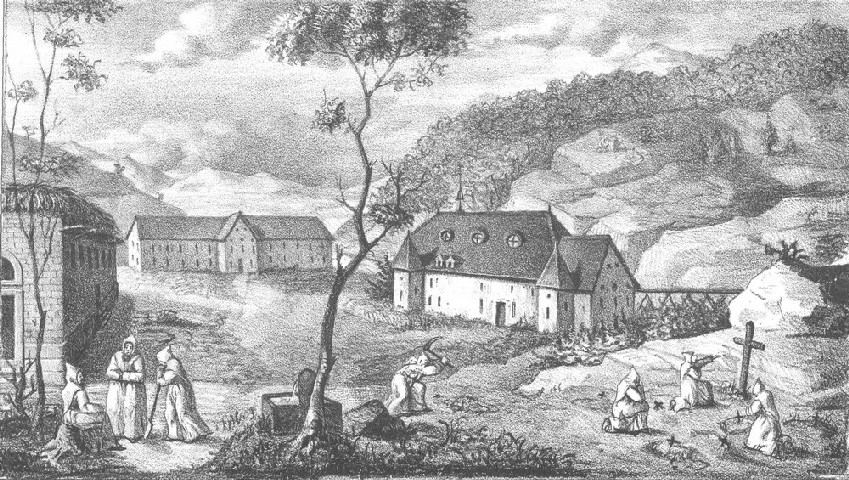
Das Kloster (ca. 1840)

Die Trappistenabtei Val-Sainte-Marie war von 1834 bis 1849 ein französisches Kloster der Trappisten in Malans (Doubs), Erzbistum Besançon. 

## Geschichte
Trappistenmönche, die 1817 das Kloster Bellevaux neu besiedelt hatten, jedoch 1830 vor der Julirevolution in das Schweizer Kloster Géronde geflohen waren, gründeten bei ihrer Rückkehr nach Frankreich 1834 südlich Besançon in Malans das Kloster Val-Sainte-Marie, das 1847 zur Abtei erhoben wurde. Da die Bewirtschaftungsmöglichkeiten für den Unterhalt der 34 Mönche nicht ausreichten, wechselten sie mit Unterstützung des Bischofs von Besançon 1849 in das Kloster La Grâce-Dieu (Franche-Comté) (und von dort 1909 in das noch heute bestehende Kloster Tamié). 

### Obere, Prioren und Äbte
- Jerôme Verniolle (1832–1839) (* 1793; † 1880)
- Genès Estanave (1839–1844) (* 1788; † 1844)
- Benoît Michel (1844–1870) (* 1811; † 1870)

## Gebäude

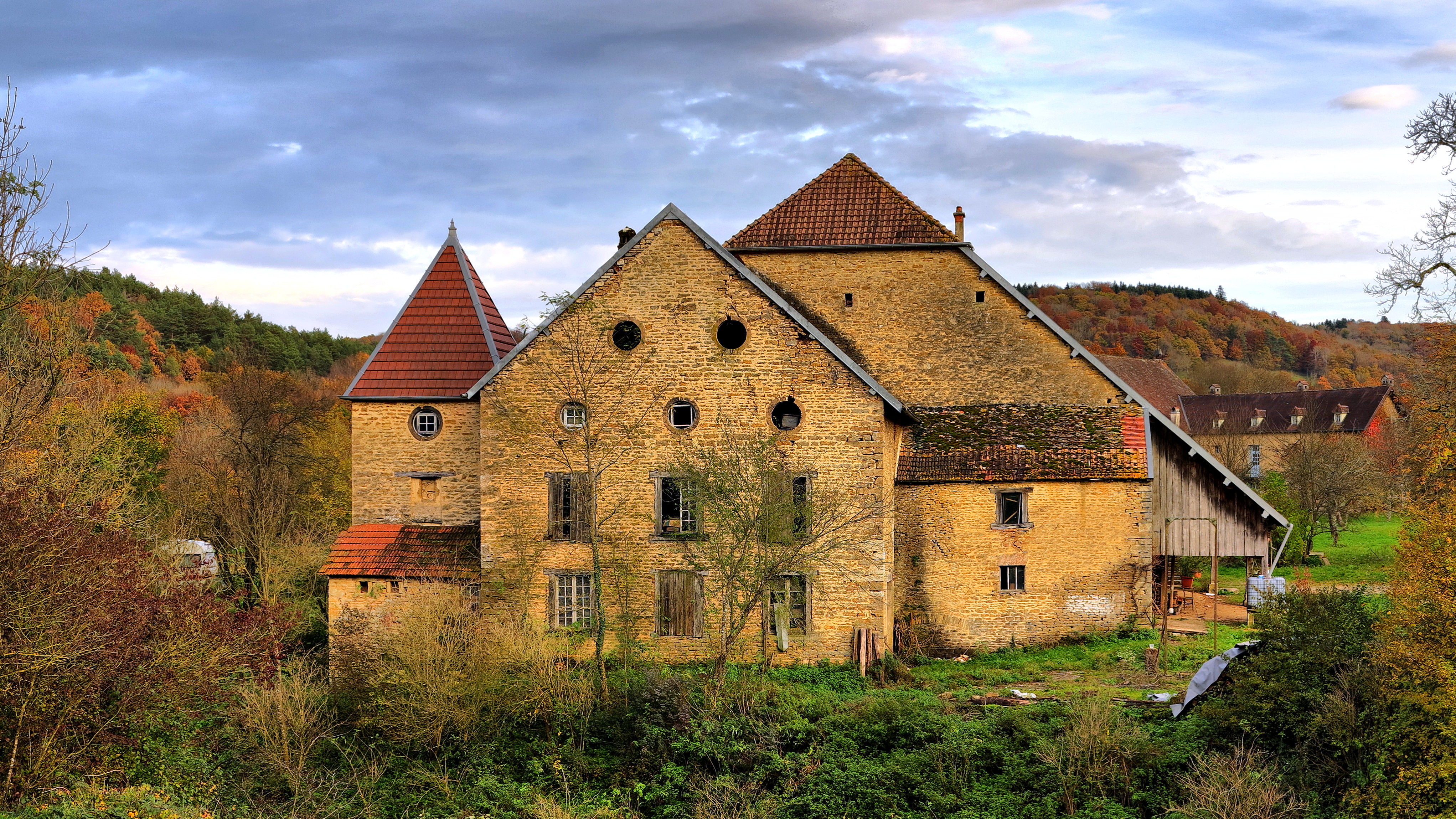
Der Bauernhof (2014)

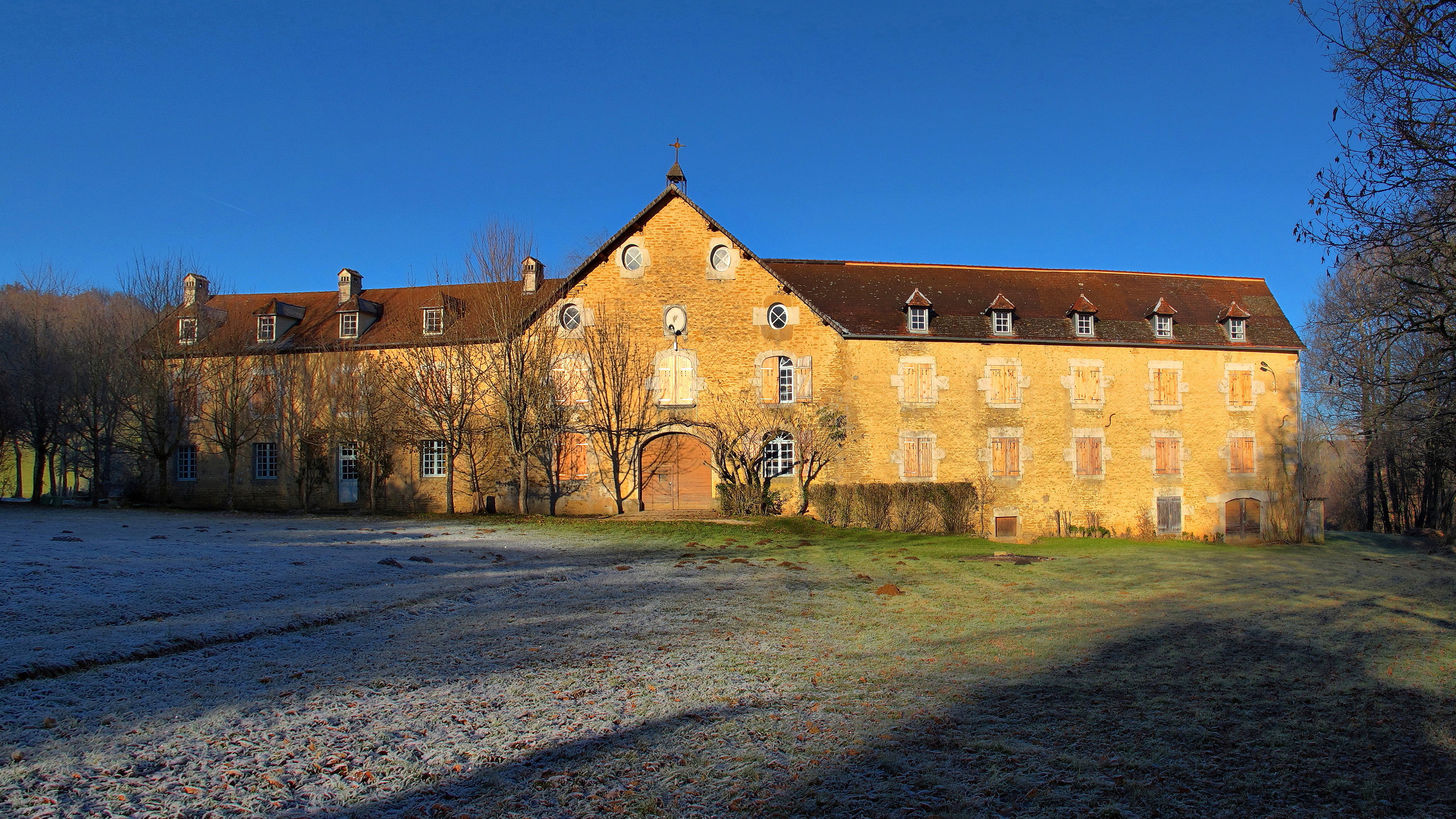
Das Gästehaus (2013)

- Ein 1826 als Bauernhof errichtetes Gebäude wurde von 1835 bis 1837 um einen Anbau und zwei Türme erweitert. Es war behelfsmäßige Erstunterkunft und Kirche des Ordens. Das Gebäude existiert weiterhin. 47° 3′ 50″ N, 6° 1′ 14″ O[1][2]
- Das Gästehaus (Logement des hôtes) des Klosters, ist das einzige durch Trappisten neu errichtete Gebäude des Klosters, das noch erhalten ist, dargestellt auf dem Stich von 1840 im mittleren linken Hintergrund. Es beherbergt heute eine deutsche Ferienkolonie. 47° 3′ 50″ N, 6° 1′ 14″ O[1][2]
- Die Kirche des Klosters wurde nie vollendet. Es sind nur noch Mauerreste vorhanden47° 3′ 51″ N, 6° 1′ 19″ O